# Chaetabraeus setosellus
Chaetabraeus setosellus är en skalbaggsart som först beskrevs av Heinrich Bickhardt 1921.  Chaetabraeus setosellus ingår i släktet Chaetabraeus och familjen stumpbaggar. Inga underarter finns listade i Catalogue of Life.